# Racotis japonica
Racotis japonica är en fjärilsart som beskrevs av Inoue 1953. Racotis japonica ingår i släktet Racotis och familjen mätare. Inga underarter finns listade.